# Bloom*Iz
Bloom*Iz (estilizado em letras maiúsculas e pronunciado "bloom eyes") é o álbum de estreia do grupo feminino nipo-sul-coreano Iz One, um grupo de projetos formado pelo reality show da Mnet Produce 48 de 2018. O álbum foi lançado em 17 de fevereiro de 2020 e possui 12 faixas, incluindo o single "Fiesta". O álbum foi originalmente agendado para lançamento em 11 de novembro de 2019, mas foi adiado após a investigação de manipulação de voto na Mnet. O álbum está disponível em três versões diferentes: "I Was", "I Am" e "I Will".

## Lançamento
Em 29 de outubro de 2019, um trailer conceitual intitulado "When Iz Your Blooming Moment?" (lit. "Quando é o seu momento de florescência?") foi carregado no canal do grupo no YouTube. Seu visual, com flores em plena floração e membros em vários estados de vigília, era chamado de "colorido e sensual". O site oficial do grupo também foi renomeado. A lista de faixas foi revelada pela mídia social do grupo em 3 de novembro. No entanto, após a investigação sobre manipulação de votos da Mnet, onde o produtor Ahn Joon-young admitiu que havia manipulado as classificações do Produce 48 durante sua prisão em 5 de novembro, a Off the Record anunciou que o o lançamento do álbum havia sido adiado. 
Em 23 de janeiro de 2020, saiu uma declaração oficial da Mnet, afirmando que as promoções para o Iz One, incluindo o lançamento do Bloom*Iz, seriam retomadas em meados de fevereiro. Em 2 de fevereiro, a conta oficial do Iz One no Twitter anunciou o lançamento do álbum para 17 de fevereiro de 2020. Três dias depois, a conta do Mnet M2MPD no Twitter revelou que o show de Bloom*Iz será exibido simultaneamente na Mnet, M2 e Stone Music no YouTube e Facebook. Nos dias 6 e 7 de fevereiro, fotos inéditas dos membros foram reveladas como parte de suas primeiras promoções para o retorno. 

## Desempenho comercial
O álbum alcançou a primeira semana de disponibilidade de pré-pedidos em vários sites coreanos e japoneses, incluindo Aladin, Yes24 e Tower Records. Além disso, o álbum teve o maior número de pré-encomendas em 2019, com 150.000 vendas em apenas seis dias antes de seu lançamento. No entanto, o lançamento foi adiado após a investigação de manipulação de votos da Mnet, e os pedidos foram cancelados e reembolsados.
Em 17 de fevereiro, no primeiro dia de vendas, a Iz One alcançou o recorde de mais álbuns vendidos no primeiro dia para um grupo feminino, com cerca de 184.000 cópias vendidas. O álbum também quebrou o recorde de vendas da Hanteo na primeira semana do grupo feminino, com 356.313 cópias vendidas nos primeiros 7 dias. 

## Promoção
Izone promoveu o single "Fiesta" nos programas de música M Countdown, Music Bank, Music Core, Inkigayo, The Show e Show Champion, que começou em 17 de fevereiro. 

## Lista de músicas
| N.º            | Título | Arranjo                                           | Duração |  |
| 1.             | "Eyes" | David Amber                                       | 3:37    |  |
| 2.             | "Fiesta" | Choi Hyun-joon, Kim Seung-soo                     | 3:37    |  |
| 3.             | "Dreamlike" (Kwon Eun-bi, Sakura Miyawaki, Kang Hye-won, Choi Ye-na, Hitomi Honda, Jang Won-young)                                                    | Yoon Sang-jo, Kang Yeon-wook                      | 3:46    |  |
| 4.             | "Ayayaya" (Kwon Eun-bi, Sakura Miyawaki, Kang Hye-won, Lee Chae-yeon, Kim Chae-won, Kim Min-ju, Nako Yabuki, Jo Yu-ri, An Yu-jin)                     | Yoon Jong-sung (MonoTree), Shin Min-kyung         | 3:22    |  |
| 5.             | "So Curious" (Choi Ye-na, Lee Chae-yeon, Kim Chae-won, Kim Min-ju, Nako Yabuki, Hitomi Honda, Jo Yu-ri, An Yu-jin, Jang Won-young)                    | MUNA, Loogone                                     | 3:22    |  |
| 6.             | "Spaceship" | Nmore (Prismfilter)                               | 2:51    |  |
| 7.             | "Destiny" (우연이 아니야; Uyeon-i aniya; lit. Não é uma coincidência)                                                                                 | Iggy, Yongbae                                     | 3:21    |  |
| 8.             | "You & I" | Park Tae-jin                                      | 3:24    |  |
| 9.             | "Daydream" (Kwon Eun-bi, Lee Chae-yeon, Kim Min-ju, An Yu-jin)                                                                                        | AiRPLAY                                           | 3:23    |  |
| 10.            | "Pink Blusher" (Sakura Miyawaki, Kang Hye-won, Nako Yabuki, Hitomi Honda, Jang Won-young)                                                             | Boombastic                                        | 3:14    |  |
| 11.            | "Someday" (언젠가 우리의 밤도 지나가겠죠; Eonjenga uriui bamdo jinagagetjyo; lit. Algum dia nossa noite passará (Choi Ye-na, Kim Chae-won, Jo Yu-ri)) | Nmore (Prismfilter), Building Owner (Prismfilter) | 3:17    |  |
| 12.            | "Open Your Eyes" | EastWest, Bull$EyE, yuka (Full8loom)              | 3:17    |  |
| Duração total: | Duração total: | Duração total:                                    | 40:44   |  |

## Desempenho nas tabelas musicais
| Parada musical (2020)                   | Melhor posição |
| --------------------------------------- | -------------- |
| Coreia do Sul (Gaon)                    | 2              |
| Estados Unidos (Billboard World Albums) | 15             |
| Japão (Hot Albums)                      | 6              |
| Japão (Oricon)                          | 3              |

## Vendas e Certificações
| Região                                              | Certificação | Vendas  |
| --------------------------------------------------- | ------------ | ------- |
| Coreia do Sul (Gaon)                                | Platina      | 250,000 |
| *números de vendas baseados somente na certificação |              |         |